# Буенос-Айреська конвенція
Буенос-Айреська конвенція (англ. The Buenos Aires Convention) або Третя Панамериканська конвенція (англ. Third Pan-American Convention) — угода про авторські права, підписана 11 серпня 1910 року в Буенос-Айресі, Аргентина. Відповідно до неї, було визнано дію авторських прав у тих випадках, де після позначки про авторські права було вказано відповіну примітку (Ст. 3). Зазвичай це була фраза "Всі права захищено" (англ. All rights reserved, ісп. Todos los derechos reservados, порт. Todos os direitos reservados). Це правило варіювалося, наприклад, у США закон вимагав лише вказувати автора і рік публікації. Також воно суперечило Бернській конвенції; пізніше логіка Бернської конвенції перемогла і повідомлення про захист авторських прав перестало мати юридичне значення, а лише моральне та інформативне, оскільки всі авторські права захищено незалежно від цієї примітки.
Також у конвенції було прийнято "правило коротшого терміну" захисту авторських прав: при розходженні термінів захисту авторського права в країні створення твору чи в країні захисту, застосовували коротший термін. 
| Країна | Країна                   | Буенос-Айрес      | Женева          | Берн             |
| ------ | ------------------------ | ----------------- | --------------- | ---------------- |
|        | Аргентина                | 19 квітня 1950    | 13 лютого 1958  | 10 червня 1967   |
|        | Болівія                  | 15 травня 1914    | 22 березня 1990 | 4 листопада 1993 |
|        | Бразилія                 | 31 серпня 1915    | 13 січня 1960   | 9 лютого 1922    |
|        | Гаїті                    | 27 листопада 1919 | 16 вересня 1955 | 11 січня 1996    |
|        | Гондурас                 | 27 квітня 1914    | —               | 25 січня 1990    |
|        | Ґватемала                | 28 березня 1913   | 28 жовтня 1964  | 11 січня 1997    |
|        | Домініканська Республіка | 31 жовтня 1912    | 8 травня 1983   | 24 грудня 1997   |
|        | Еквадор                  | 27 квітня 1914    | 5 червня 1957   | 9 жовтня 1991    |
|        | Колумбія                 | 23 грудня 1936    | 18 червня 1976  | 7 березня 1988   |
|        | Коста-Рика               | 30 листопада 1916 | 16 вересня 1955 | 10 червня 1978   |
|        | Мексика                  | 24 квітня 1964    | 12 травня 1957  | 11 червня 1967   |
|        | Нікараґуа                | 15 грудня 1913    | 16 серпня 1961  | 23 серпня 2000   |
|        | Панама                   | 25 листопада 1913 | 17 жовтня 1962  | 8 червня 1996    |
|        | Параґвай                 | 20 вересня 1917   | 11 березня 1962 | 2 січня 1992     |
|        | Перу                     | 30 квітня 1920    | 16 жовтня 1963  | 20 серпня 1988   |
|        | США                      | 1 серпня 1911     | 16 вересня 1955 | 1 березня 1989   |
|        | Уруґвай                  | 11 травня 1919    | 12 квітня 1993  | 10 липня 1967    |
|        | Чилі                     | 14 червня 1955    | 16 вересня 1955 | 5 червня 1970    |

Джерела: Бюро авторського права США, ЮНЕСКО, ВОІВ